# Molino (distrito)
O Distrito peruano de Molino é um dos quatro distritos que formam a Província de Pachitea, situada no Departamento de Huánuco, pertencente a Região Huánuco, na zona central do Peru.

## Transporte
O distrito de Molino é servido pela seguinte rodovia:
- PE-18A, que liga o distrito de Luyando à cidade de Pillco Marca
- HU-112, que liga a cidade de Huánuco ao distrito de Umari[1][2][3]